# Alain Oulman
Alain Oulman fut un compositeur au Portugal, puis un éditeur en France. Né le 15 juin 1928 à Cruz Quebrada - Dafundo près de Lisbonne dans une famille française juive implantée au Portugal, il est décédé le 29 mars 1990 à Paris. Son père était industriel et sa mère était fille de l'éditeur Calmann-Lévy. Après avoir suivi des études d'ingénieur chimiste en Suisse, Alain Oulman retourne au Portugal et travaille dans l'entreprise familiale près de Lisbonne. Le soir, il a une deuxième vie très intense, comme homme de théâtre et comme musicien.

## Compositeur de fados
Jusqu'en 1966, Alain Oulman fut très engagé dans la vie artistique de Lisbonne au Portugal. Sa contribution la plus remarquable fut d'avoir écrit la musique pour de nombreux fados chantés par la grande chanteuse Amália Rodrigues. Surtout, il encouragea Amalia à chanter les grands poètes portugais contemporains (David Mourão Ferreira, Alexandre O'Neill ou Manuel Alegre) et classiques (Luís de Camões). Ainsi, il favorisa une évolution de la composante intellectuelle du fado qui se poursuit aujourd'hui. L'importance de cette contribution est attestée par l'exposition qui lui a été consacrée en 2009 par le Musée du Fado à Lisbonne.

## Au service de l'édition française
Oulman, engagé politiquement à gauche sans être militant, fut poursuivi en 1966 par la PIDE, police politique portugaise du temps de Salazar. Mis en prison, puis expulsé du pays, il s'installa à Paris à partir de 1968 où il travailla pour les éditions Calmann-Lévy. Il édita parmi d'autres auteurs Suzanne Prou, Amos Oz et Patricia Highsmith. Il publia aussi Le Portugal bâillonné de Mario Soares, lequel allait devenir président de la République portugaise. Ami de l'écrivaine Catherine Clément, il l'encouragea à écrire La Señora, un roman historique sur la vie de dona Gracia Nassi.
Après la Révolution des œillets de 1974, Alain Oulman prit la défense d'Amália Rodrigues, lorsqu'elle fut accusée d'avoir collaboré avec l'ancien régime dictatorial.